# Ред-Лайон (Пенсільванія)
Ред-Лайон (англ. Red Lion) — місто (англ. borough) в США, в окрузі Йорк штату Пенсільванія. Населення — 6512 особи (2020).

## Географія
Ред-Лайон розташований за координатами 39°53′55″ пн. ш. 76°36′28″ зх. д. / 39.89861° пн. ш. 76.60778° зх. д. (39.898609, -76.607735).  За даними Бюро перепису населення США в 2010 році місто мало площу 3,40 км², уся площа — суходіл.

## Демографія
Згідно з переписом 2010 року, у селищі мешкали 6373 особи в 2602 домогосподарствах у складі 1656 родин. Густота населення становила 1876 осіб/км².  Було 2804 помешкання (826/км²).
Расовий склад населення:
| - 95,3 % — білих - 1,7 % — чорних або афроамериканців - 0,5 % — азіатів - 0,3 % — корінних американців |

До двох чи більше рас належало 1,6 %. Частка іспаномовних становила 2,3 % від усіх жителів.
За віковим діапазоном населення розподілялося таким чином: 25,7 % — особи молодші 18 років, 62,2 % — особи у віці 18—64 років, 12,1 % — особи у віці 65 років та старші. Медіана віку мешканця становила 34,0 року. На 100 осіб жіночої статі у селищі припадало 95,9 чоловіків;  на 100 жінок у віці від 18 років та старших — 92,0 чоловіків також старших 18 років.
Середній дохід на одне домашнє господарство  становив 51 610 доларів США (медіана — 41 186), а середній дохід на одну сім'ю — 63 016 доларів (медіана — 49 800). Медіана доходів становила 39 139 доларів для чоловіків та 35 842 долари для жінок. За межею бідності перебувало 11,3 % осіб, у тому числі 10,7 % дітей у віці до 18 років та 16,0 % осіб у віці 65 років та старших.
Цивільне працевлаштоване населення становило 2977 осіб. Основні галузі зайнятості: виробництво — 20,6 %, освіта, охорона здоров'я та соціальна допомога — 17,3 %, роздрібна торгівля — 15,6 %.